# Ironija sudby. Prodolzjenije
Ironija sudby. Prodolzjenije (russisk: Ирония Судьбы. Продолжение, da.: Skæbnens ioni. Fortsættelsen) er en russisk spillefilm fra 2007 instrueret af Timur Bekmambetov.
Filmen er en efterfølger til den særdeles populære sovjetiske nytårsfilm Skæbnens ironi.

## Medvirkende
- Konstantin Khabenskij som Kostja
- Jelizaveta Bojarskaja som Nadja
- Sergej Bezrukov som Iraklij Petrovitj Izmajlov
- Andrej Mjagkov som Jevgenij Mikhajlovitj Lukasjin
- Barbara Brylska som Nadezjda Vasiljevna Sjeveleva